# Arnold Clark Cup
La Arnold Clark Cup est un tournoi de football féminin sur invitation organisé par la Fédération anglaise de football en Angleterre, depuis 2022. 
Disputée pendant la trêve internationale de février et mars, la Arnold Clark Cup se déroule en même temps que d'autres tournois internationaux féminins sur invitation notables tels que l'Algarve Cup, le tournoi de Chypre, la Pinatar Cup, ou encore la Coupe SheBelieves.
L'équipe d'Angleterre féminine s'est imposée lors des deux premières occurrences de la coupe, en 2022 et en 2023. 

## Format
Elle porte le nom du concessionnaire automobile Arnold Clark Automobiles (en), qui a signé un accord de parrainage. Le diffuseur officiel est ITV.
Les quatre équipes invitées s'affrontent une fois dans un tournoi toutes rondes. Les points attribués lors de la phase de groupes sont de trois points pour une victoire, un point pour un match nul et zéro point pour une défaite. Une égalité de points est décidée par la différence de buts.

## Résultats
| Année | Villes hôtes                            | Vainqueur  | Deuxième place | Troisième place | Quatrième place |
| ----- | --------------------------------------- | ---------- | -------------- | --------------- | --------------- |
| 2022  | Middlesbrough, Norwich et Wolverhampton | Angleterre | Espagne        | Canada          | Allemagne       |
| 2023  | Bristol, Coventry et Milton Keynes      | Angleterre | Belgique       | Italie          | Corée du Sud    |

## Nations ayant participé
| Équipe       | 2022 | 2023 | Participations |
| ------------ | ---- | ---- | -------------- |
| Angleterre   | 1er  | 1er  | 2              |
| Espagne      | 2e   | –    | 1              |
| Belgique     | –    | 2e   | 1              |
| Canada       | 3e   | –    | 1              |
| Italie       | –    | 3e   | 1              |
| Allemagne    | 4e   | –    | 1              |
| Corée du Sud | –    | 4e   | 1              |
| Total        | 4    | 4    |                |